# Elecciones al Senado de Filipinas de 2022
Las elecciones al Senado de Filipinas de 2022 es la 34.ª elección de la cámara alta del Congreso de Filipinas. La elección se llevó a cabo el 9 de mayo de 2022, en el mismo día se realizaron las elecciones presidenciales, vicepresidenciales y las elecciones a la cámara de Representantes. En esta elección se eligieron los 12 de los 24 escaños del Senado, se necesitan 13 para la mayoría.
Los escaños de los 12 senadores electos en 2016 se disputan en esta elección. Los senadores electos de esta elección se unirán a los senadores electos en las elecciones de 2019. Dado que los candidatos a esta elección y presidenciales aparecen en la misma papeleta el día de las elecciones, los candidatos presidenciales pueden presentar o respaldar una lista de candidatos senatoriales.

## Antecedentes
En las elecciones de mitad de período de 2019, Hugpong ng Pagbabago (HNP), la coalición electoral respaldada por la administración de Duterte, ganó nueve de los doce escaños, con tres escaños para otros partidos e independientes, y la coalición primaria de oposición, el Partido Liberal, respaldado por Otso Diretso, no pudo ganar ningún escaño. Esto llevó a los senadores no afiliados a los liberales a reelegir a Tito Sotto a la presidencia del Senado en 2019.

## Sistema electoral
Filipinas tiene un Senado de 24 miembros elegidos en general. Cada tres años desde 1995, se disputan 12 de los 24 escaños. Para 2022, se disputarán los escaños salientes electos en 2016. Cada elector tiene 12 votos, de los cuales se puede votar de uno a doce candidatos, o un voto múltiple intransferible; los doce candidatos con más votos son elegidos.
Los senadores están limitados a servir dos mandatos consecutivos, aunque son elegibles para un tercer y sucesivo mandato no consecutivo. Solo la mitad de los escaños están disponibles en cada elección senatorial. Los senadores ganadores sucederán a los elegidos en 2016 y se unirán a los elegidos en 2019 para formar el XIX Congreso.
Cada partido o coalición respalda una lista de candidatos, que por lo general no excede el número de 12 personas. Un partido también puede optar por invitar a candidatos a completar su lista. El partido puede incluso incluir, con el consentimiento de los candidatos, candidatos independientes y candidatos de otros partidos como candidatos invitados del partido. Los partidos también pueden formar coaliciones para respaldar una lista de candidatos multipartidista.
Los candidatos ganadores son proclamados por la Comisión de Elecciones (COMELEC), que forma parte de la Junta Nacional de Escrutadores (NBOC). La NBOC generalmente proclama a los senadores electos por lotes, si ese candidato ya no puede obtiene un lugar menor que el duodécimo en el recuento. Las disputas posteriores a la proclamación son manejadas por el Tribunal Electoral del Senado, un organismo compuesto por seis senadores y tres magistrados de la Corte Suprema.

## Coaliciones
Dado que esta elección del Senado se lleva a cabo simultáneamente con una elección presidencial, algunos candidatos presidenciales han presentado listas de candidatos senatoriales, que generalmente tienen hasta 12 nombres para redondear los doce escaños para la elección. Debido a una disputa, PDP-Laban, el partido gobernante, se dividió en dos facciones que forman parte de diferentes coaliciones. Algunos candidatos están incluidos en múltiples coaliciones como candidatos invitados.
| Coalición | Coalición                   | Integrantes                        | Líder            | N° de candidatos | Ref.          |
| --------- | --------------------------- | ---------------------------------- | ---------------- | ---------------- | ------------- |
|           | Acción Democrática          | Aksyon                             | Samira Gutoc     | 4                | [ 8 ] [ 9 ]   |
|           | Lucha de las Masas          | PLM                                | Sin líder        | 12               | [ 10 ]        |
|           | Alianza MP3                 | PDP-Laban (facción)                | Koko Pimentel    | 12               | [ 11 ] [ 12 ] |
|           | Tuloy na Pagbabago          | PDDS PDP-Laban (facción)           | Salvador Panelo  | 12               | [ 13 ]        |
|           | Reporma–NPC                 | Reporma NPC                        | Francis Escudero | 9                | [ 14 ] [ 15 ] |
|           | Equipo Robredo–Pangilinan   | Liberal KANP Akbayan Ang Kapatiran | Risa Hontiveros  | 11               | [ 16 ] [ 17 ] |
|           | Alianza UniTeam             | Nacionalista NPC (facción) KBL PRP | Mark Villar      | 12               | [ 18 ] [ 19 ] |
|           | Partido Laborista Filipinas | WPP                                | Sin líder        | 2                |               |
|           | Partido Maharlika           | PM                                 | Sin líder        | 2                |               |